# Natsuko Kondō
Pour les articles homonymes, voir Kondō.
Natsuko Kondō (近藤 夏子, Kondō Natsuko), née le 29 juillet 1985 à Shimane, est une auteure-compositrice-interprète japonaise. Elle travaille principalement à Osaka. Ses chansons sont beaucoup sur le thème de l’amour. Elle joue du piano de façon caractéristique. Il y a de la force bien qu'elle soit petite.  Elle chante beaucoup de chansons et fait des talk-shows amusants. 
Elle n'est pas mariée pas et n'a pas reçu de prix.

## Style de musique
Son style de musique est J-pop.

## Œuvres

### Label indépendant
- Kondomania

### Major
- Premier CD: リアルでゴメン(Real de gomen)　(2010)
- 何年片思い (Nannen　kataomoi)　(2010)
- うつむきスマイル(Utsumuki　smile)　(2011)
- ハナビラナミダ(Hanabira namida)　(2011)
- 前向いちゃって、走っちゃって、転んじゃって～こんな自分です。スキですか。　(2012)

### Album
- 近藤夏子1　(2011)

## Agence
- (Label)：Yoshimoto R and C　(depuis 2014)
- (Bureau)：SUPA LOVE

## Autres activités
- Livre: ナツコトバ(Natsukotoba)　(2014)